# Robert A. McDonald
Robert A. McDonald (ur. 20 czerwca 1953 w Gary) – amerykański polityk. Od 30 lipca 2014 do 20 stycznia 2017 sekretarz spraw weteranów Stanów Zjednoczonych
7 lipca 2014 prezydent Barack Obama mianował go na nowego sekretarza spraw weteranów Stanów Zjednoczonych po rezygnacji Ericka Shinsekiego.
29 lipca 2014 Senat Stanów Zjednoczonych przegłosował jego nominację. 30 lipca 2014 został zaprzysiężony na sekretarza spraw weteranów Stanów Zjednoczonych.